# Carmel (Indiana)
Carmel ist eine City im Hamilton County im Bundesstaat Indiana in den USA. Sie liegt knapp nördlich von Indianapolis. Bei der Volkszählung 2020 hatte Carmel 99.757 Einwohner.
Bis 1874 hieß der Ort Bethlehem, 2012 wurde er von CNN Money als Best Place to Live in America ausgezeichnet. Mit 150 Kreisverkehren, also etwa einem je 680 Einwohnern, ist die Stadt führend in den USA. Der Carmel Arts & Design District mit dem Carmel International Arts Festival gilt als Touristenattraktion.

## Geographie
Laut der Volkszählung von 2010 hat Carmel eine Gesamtfläche von 125,73 km², von denen 122,92 km² (oder 97,76 %) Land und 2,81 km² (oder 2,24 %) Wasser sind. Die Stadt liegt im südwestlichen Teil des Hamilton Countys in der Nähe von Indianapolis. Sie grenzt im Norden an Westfield, im Nordosten an Noblesville, im Osten an Fishers, im Süden an die Stadt Indianapolis im Marion County und im Westen an Zionsville im Boone County. Das Zentrum von Carmel liegt 24 km nördlich des Zentrums von Indianapolis.

### Verkehr
Durch die Stadt verläuft in Nord-Süd-Richtung der U.S. Highway 31, die Interstate 465 sowie der U.S. Highway 421 streifen das Stadtgebiet im Süden beziehungsweise Westen.

## Demographie
2010 lebten 79.191 Menschen in 28.997 Haushalten in der Stadt. Die Bevölkerungsdichte betrug 644,3 Einwohner pro Quadratkilometer. Es gab 28.997 Haushalte, von denen 41,7 % Kinder unter 18 Jahren hatten und 66,6 % verheiratete Paare waren. 20,8 % aller Haushalte bestanden aus Einzelpersonen und 6,7 % aus Alleinstehenden, die 65 Jahre oder älter waren. Die durchschnittliche Haushaltsgröße betrug 2,71 und die durchschnittliche Familiengröße 3,18.

## Politik

### Städtepartnerschaften
Seit 2023 besteht eine Partnerschaft mit der Stadt Seiffen/Erzgeb. in Deutschland.

## Söhne und Töchter der Stadt
- Cameron Schilling (* 1988), Eishockeyspieler
- Reece Horn (* 1993), American-Football-Spieler